# Taeniotes simplex
Taeniotes simplex là một loài bọ cánh cứng trong họ Cerambycidae.